# カルボン酸無水物

カルボン酸無水物

カルボン酸無水物（カルボンさんむすいぶつ、英語: carboxylic anhydride）とは、2分子のカルボン酸を脱水縮合させた化合物 (R-CO-O-CO-R') のことである。酸無水物（さんむすいぶつ、英語: acid anhydride）の一種。単に酸無水物といった場合にはこのカルボン酸無水物を指すことが多い。

## 命名法
IUPAC命名法では、カルボン酸の名称から「acid」を除いて「anhydride」と付けて命名する。

## 合成
無水酢酸は工業的にはアセトアルデヒドから酢酸を作る際、条件を調節すると酸無水物が得られることを利用する。酢酸を熱分解して生成するケテンに酢酸を付加させても無水酢酸は得られる。また、DCCと反応させても酸無水物が生成するが、ジシクロヘキシル尿素を分離するのが困難な為、in situ で酸無水物を生成する場合に利用される。

## 反応
塩基存在下アミノ基あるいはヒドロキシ基と反応させて、
- アミド
- エステル

を生成する。上記各項目の合成法の節も参照いただきたい。
また、カルボニル基からの脱離基がカルボキシラート(共役酸のpka＝5)で良好な脱離基なので上にあるように、求核置き換え反応をしやすい。

## 主なカルボン酸無水物
- 無水酢酸
- 無水プロピオン酸
- 無水シュウ酸
- 無水コハク酸
- 無水マレイン酸
- 無水フタル酸
- 無水安息香酸